# Fabeae
Fabeae o Vicieae és una tribu dins la família Fabaceae. S'inclou dins el Inverted Repeat-Lacking Clade (IRLC).

## Gèneres
Els següents gèneres estan reconeguts per l'USDA:
- Lathyrus L.
- Lens Mill.
- Pisum L.
- Vavilovia Fed.
- Vicia L.